# 야스에 노리히로

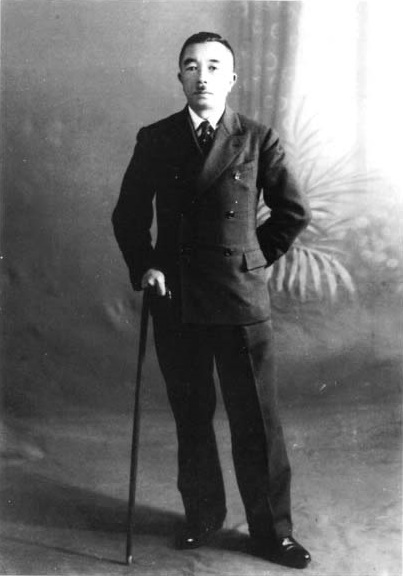
야스에 노리히로

야스에 노리히로(일본어: 安江 仙江 やすえ のりひろ[*], 1886년 ~ 1950년)는 구 일본 육군의 군인으로서, 이스라엘 건국 공로자로 인정받은 인물이며 이름은 仙弘로 표기하기도 한다.
대좌(대령에 해당)로서 하얼빈 특무기관에 재직 중이던 1938년에 나치 독일의 박해로부터 도망쳐온 2만 명의 유대인에 대하여 특무기관장인 히구치 기이치로(樋口季一郎) 소장과 함께 급식 및 의류, 연류 등의 배급과 함께 환자에 대한 치료 실시, 이들의 제3국 출국 알선, 만주국 내의 정착 알선, 상하이 조계로의 이동 등의 활동으로 유대인을 도왔다(→ 오토폴 사건).
전후에 이스라엘 정부로부터 이스라엘 건국 공로자 중 한 사람으로 히구치 소장과 더불어 황금비에 그 공적을 기리는 이름이 새겨졌다.

## 같이 보기
- 스기하라 치우네
- 복어 계획
- 미하엘 코간

## 참고 문헌
- 安江弘夫 『大連特務機関と幻のユダヤ国家』八幡書房、1989년　ISBN 4-89350-314-6
- 古崎博 『水銀と戦争』近東株式会社、1971년
- M・トケイヤー、M・シュオーツ『河豚計画』　加藤明彦 訳、日本ブリタニカ、1979년　ASIN : B000J8F8R8
- 安江仙弘 『猶太の人々』在郷軍人会本部、1934년
- タイトー社史編集委員会 『遊びづくり四十年のあゆみ』（株）タイトー、1993년
- 中日新聞社社会部編 『自由への逃走』東京新聞出版局、1995년　ISBN 4-8083-0526-7
- 武田徹 『偽満州国』河出書房新社、1995년　ISBN 4-309222-84-6
- 『大日本帝国の戦争1　満州国の幻影 1931-1936　幻のユダヤ人自治区計画』毎日新聞社、1999년、ISBN 4-620-79124-5
- 丸山直起　『太平洋戦争と上海のユダヤ難民』法政大学出版局、2005년　ISBN 4-588-37703-5
- 小林英生 『満鉄調査部の軌跡』藤原書房、2006년　ISBN 978-4-89434
- 関根真保 『日本占領下の上海ユダヤ人ゲットー』昭和堂、2010년、ISBN 978-4-8122-0972-1
- Herman Dicker, Wanderers and Settlers in the Far East, New York, Twayne Publoishers, 1962.
- Abraham Kotsuji, From Tokyo to Jerusalem, Torath HaAdam Institute, 1975.
- David Kranzler, Japanese, Nazis and Jews, Hoboken, NJ, Ktav Publishing House, 1976.
- Marvin Tokayer & Mary Swartz, The Fugu Plan, New York, Weatherhill, 1979.
- John J. Stephan, The Russian Fascists. Tragedy and Farce in Exile, 1925-1945, London, Hamish Hamilton, 1978.
- Pamela Rotner Sakamoto, Japanese Diplomats and Jewish Refugees, Westport, CT, Praeger Pnblishers, 1998.
- Abraham Kaufman, Camp Doctor. 16 Years in the Soviet Union, translated from Russian by Benny Tzur（JewsOfChina.org website）.
- Gerhard Krebs, Die Juden und der Ferne Osten, NOAG 175-176, 2004.